# Aníbal Pérez
Aníbal Pérez Lobos (Santa Cruz, 20 de enero de 1948) es un abogado y político chileno, militante de la Federación Regionalista Verde Social (FRVS). Fue diputado por el distrito 32 (Rancagua) en los períodos 1994-1998 y 1998-2002, y por el distrito 35 en el período 2002-2006.

## Biografía
Sus estudios primarios los realizó en el Instituto Regional Federico Errázuriz de su ciudad natal, mientras que los secundarios en el Internado Nacional Barros Arana de Santiago. Tras finalizar su etapa escolar, ingresó a la Facultad de Derecho de la Universidad de Concepción.
Casado con Sofía Vega, tiene tres hijos.
Paralelamente a su carrera política, desarrolló otras actividades, entre estas, la presidencia del Club Deportivo Unión Santa Cruz y del Club de Leones de Santa Cruz en 1983.

## Carrera política

### Inicios
Sus actividades políticas las inició en 1970 como dirigente de la Brigada Universitaria Socialista de su casa de estudio. Luego, en 1980 fue nombrado Secretario Regional del Partido Socialista (PS) de Colchagua-Cardenal Caro, cargo que desempeñó hasta 1987. Asimismo, durante 1986 asumió la presidencia de la Alianza Democrática de esas localidades.
En 1987 participó de la fundación del Partido Por la Democracia (PPD). Al año siguiente, para el plebiscito del 5 de octubre, ocupó el cargo de presidente del Comando por la opción «No». Luego, entre 1990 y 1992 fue miembro del Consejo Regional de Desarrollo. En 1992 fue elegido Consejero Nacional del Partido Socialista.
Durante ese período, ejerció también como director de ESSEL en 1990. Luego, entre 1990 y 1992 se desempeñó como director de la Fundación O'Higgins y como director de CORFO en la región de O'Higgins.

### Diputado
En 1993 fue elegido diputado por el distrito N.° 32, correspondiente a Rancagua, en representación del PPD. Durante su período legislativo, de 1994 a 1998, integró las Comisiones de Constitución, Legislación y de Justicia, de Economía, Fomento y Desarrollo. Además, se incorporó a la Comisión Especial de CODELCO. Renunció al PS el 1 de agosto de 1996, incorporándose al PPD.
En diciembre de 1997 fue reelecto para el siguiente período, de 1998 a 2002, en el que integró las Comisiones de Constitución, Legislación y Justicia y de Trabajo y Seguridad Social. Desde el 8 de octubre de 1998 hasta el 11 de marzo de 1999 fue primer vicepresidente de la Cámara de Diputados.
En diciembre de 2001 fue elegido diputado representando al PPD, para el período 2002 a 2006, por el distrito N.º 35, correspondiente a las comunas de Placilla, Nancagua, Chépica, Santa Cruz, Lolol, Pumanque, Palmilla, Peralillo, Pichilemu, Navidad, Litueche, La Estrella, Marchigüe y Paredones. Integró las Comisiones de Constitución, Legislación y Justicia; Vivienda y Desarrollo Urbano, la cual presidió; Comisión Especial de Drogas y Especial Cuerpos de Bomberos de Chile.

### Actividades posteriores
En 2005 se presentó como candidato a senador por la 9.ª circunscripción (Región de O'Higgins), pero el cupo fue ganado por su compañero de lista Juan Pablo Letelier (PS). En 2009 fue nuevamente candidato a diputado por Rancagua, pero fue elegido el también socialista Juan Luis Castro.
En 2012 asumió como presidente regional del PPD en O'Higgins.
En 2015, tras renunciar al PPD, se integró al nuevo Movimiento Independiente Regionalista Agrario y Social (MIRAS).
Actualmente milita en la Federación Regionalista Verde Social (FRVS) y ejerce como vicepresidente en relaciones políticas.

## Historial electoral

### Elecciones parlamentarias de 1989
- Elecciones parlamentarias de 1989 a Diputado por el distrito 35 (Chépica, La Estrella, Litueche, Marchigüe, Nancagua, Navidad, Palmilla, Paredones, Peralillo (Chile), Pichilemu, Pumanque y Santa Cruz)[4]

### Elecciones parlamentarias de 1993
- Elecciones parlamentarias de 1993 a Diputado por el distrito 32 (Rancagua)[5]

### Elecciones parlamentarias de 1997
- Elecciones parlamentarias de 1997 a Diputado por el distrito 32 (Rancagua)[6]

### Elecciones parlamentarias de 2001
- Elecciones parlamentarias de 2001 a Diputado por el distrito 35 (Chépica, La Estrella, Litueche, Marchigüe, Nancagua, Navidad, Palmilla, Paredones, Peralillo (Chile), Pichilemu, Pumanque y Santa Cruz)[7]

### Elecciones parlamentarias de 2005
- Elecciones parlamentarias de 2005 a Senador por la Circunscripción 9 (Región de O'Higgins)[8]

### Elecciones parlamentarias de 2009
- Elecciones parlamentarias de 2009 a Diputado por el distrito 32 (Rancagua)[9]

### Elecciones parlamentarias de 2013
- Elecciones parlamentarias de 2013, para el Distrito 35, Chépica, La Estrella, Litueche, Lolol, Marchigüe, Nancagua, Navidad, Palmilla, Paredones, Peralillo (Chile), Pichilemu, Placilla, Pumanque y Santa Cruz[10]